# أداسي
أداسي ملك الآشوري، كان آخر الملوك السبعة اللذين وردت أسماؤهم في قائمة الملوك الآشوريين، حيث عرفوا بـ (المغتصبين السبعة) لعرش آشور، اللذين تصارعوا في الفترة المضطربة ما بين (1701-1720) قبل الميلاد، بعد طرد الأموريين، حكم البابليين من آشور. وينسب له الفضل في إعادة استقرار الاوضاع في الدولة الآشورية وتخليصها من الحرب الأهلية ونفوذ الأموريين. حيث أسس الملك الاشوري اداسي اسرة ملكية حكمت للفترة من 1680 ق.م حتى 1381 ق.م، وقد سميت سلالة أداسي الآشورية فيما بعد. وقد خلفه في الحكم إبنه بيل باني.